# Texcapa, Puebla
Texcapa är en ort i Mexiko.   Den ligger i kommunen Huauchinango och delstaten Puebla, i den sydöstra delen av landet, 140 km nordost om huvudstaden Mexico City. Texcapa ligger 1 322 meter över havet och antalet invånare är 166.
Terrängen runt Texcapa är lite bergig. Runt Texcapa är det ganska tätbefolkat, med 192 invånare per kvadratkilometer. Närmaste större samhälle är Huauchinango, 2,8 km sydväst om Texcapa. I omgivningarna runt Texcapa växer i huvudsak blandskog.